# Badischer Turner-Bund

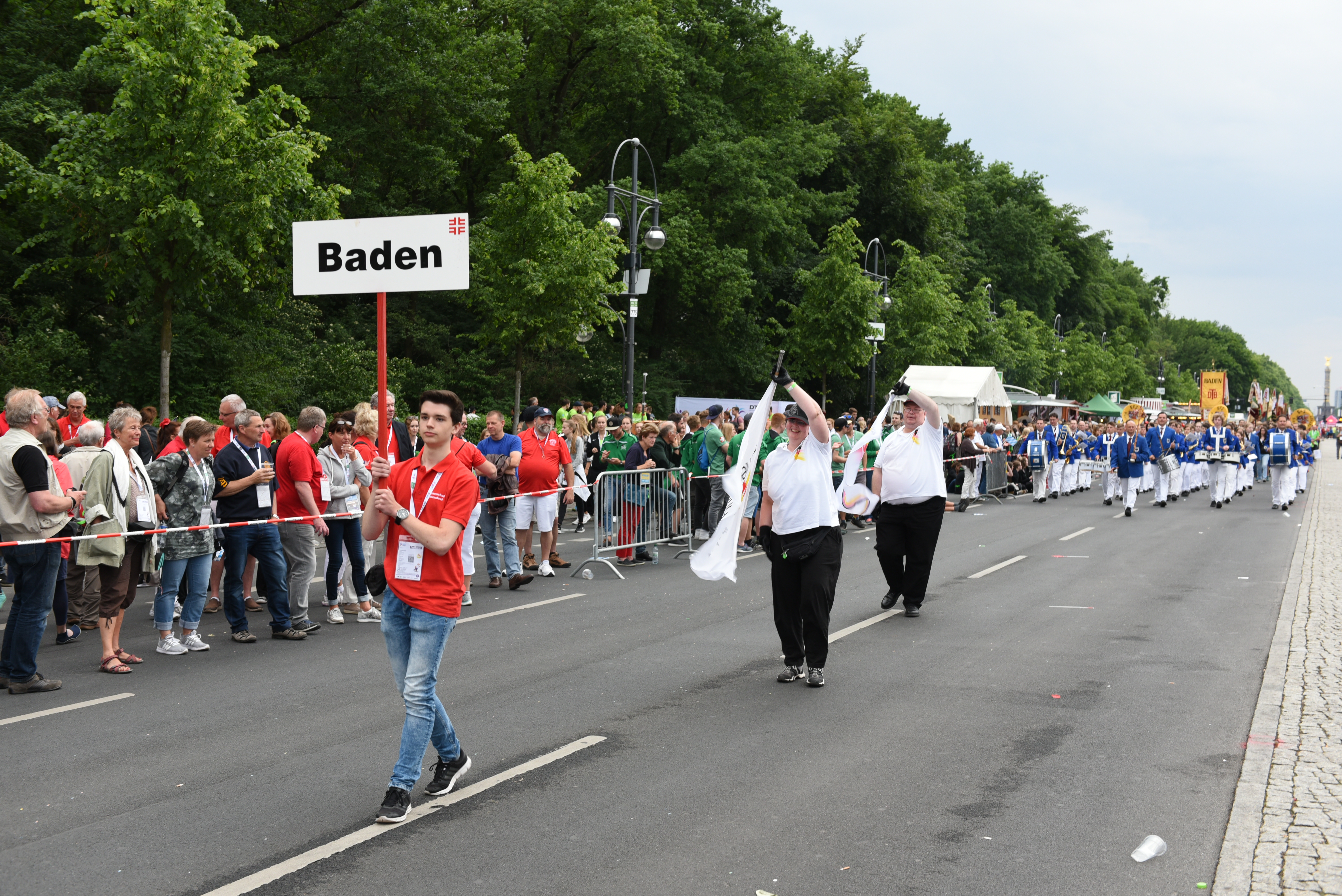
Der Badische Turner-Bund beim Internationalen Deutschen Turnfest 2017.

Der Badische Turner-Bund e. V. ist als Landesverband des Deutschen Turner-Bundes die Dachorganisation der Turner in Baden.
Er betreut über 462.000 Mitglieder in circa 1.130 Vereinen und ist in 13 Turngaue untergliedert. Der Zuständigkeitsbereich erstreckt sich auf die Gebiete der ehemaligen Regierungsbezirke Nordbaden und Südbaden. Sitz und Geschäftsstelle befinden sich in Karlsruhe.

## Struktur und Organisation
Die 13 Turngaue des BTB sind:
- Badischer Schwarzwald-Turngau
- Breisgauer Turngau
- Hegau-Bodensee-Turngau
- Markgräfler-Hochrhein-Turngau
- Turngau Mittelbaden-Murgtal
- Ortenauer Turngau
- Elsenz-Turngau Sinsheim
- Turngau Heidelberg
- Karlsruher Turngau
- Kraichturngau Bruchsal
- Main-Neckar-Turngau
- Turngau Mannheim
- Turngau Pforzheim-Enz

## Mitwirkung bei der Ausbildung von Erziehern an Fachschulen
Angehende Erzieher werden in  Motorik über eine Übungsleiterlizenz vorschulischer Bereich an Fachschulen ausgebildet.